# Nacktbauch-Grabfledermaus

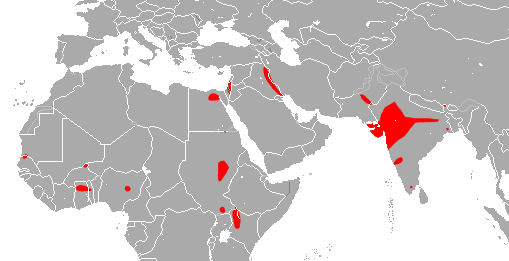
Verbreitungsgebiet der Nacktbauch-Grabfledermaus

Die Nacktbauch-Grabfledermaus (Taphozous nudiventris) ist ein mit mehreren disjunkten Populationen von Afrika bis Indien verbreitetes Fledertier in der Gattung der Grabfledermäuse. Die Art wurde längere Zeit in der nicht mehr gültigen Gattung Liponycteris geführt. Diese zählt in neueren Werken als Untergattung. Das Typusexemplar stammt aus der Umgebung von Gizeh in Ägypten.

## Merkmale
Namensgebende Merkmale sind der nackte hintere Bereich des Bauches und das nackte Hinterteil. Mit Fell bedeckte Körperteile sind oberseits graubraun und unterseits etwas heller. Mit einer Kopf-Rumpf-Länge von 83 bis 105 mm, einer Schwanzlänge von 22 bis 46 mm, mit 70 bis 80 mm längen Unterarmen, Hinterfüßen von etwa 24 mm Länge und mit 20 bis 23 mm langen Ohren entspricht die Art in der Größe anderen Grabfledermäusen. Sie ist mit 30 bis 35 g sehr leicht. Bei Männchen sind sackartige Drüsen an Kehle und Brust vorhanden. Zusätzlich haben beide Geschlechter Drüsen zwischen den Fingern an den Flughäuten. Die Ohren sind nicht mit einem Hautstreifen verbunden und besitzen auf der Innenseite winzige warzenartige Ausstülpungen. Typisch sind eine etwa viereckige Schnauze und braune Flughäute. Die 30 Zähne verteilen sich nach der Zahnformel I 1/2, C 1/1, P 2/2, M 3/3. Die Nacktbauch-Grabfledermaus hat einen diploiden Chromosomensatz mit 48 Chromosomen (2n=48).

## Verbreitung
Die verstreuten Populationen liegen im Norden von Senegal, im nördlichen Burkina Faso, in Ghana, in Nigeria, im nordwestlichen Kenia, im Süden von Südsudan, im südöstlichen Sudan, im nordöstlichen Ägypten, in Israel, im Grenzgebiet zwischen Irak und Iran, im nördlichen Pakistan, mehrfach in Indien sowie im Dreiländereck Nepal, China und Indien. Die Art lebt in tropischen immergrünen Wäldern und in Savannen im Bereich von Inselbergen, die einen stärkeren Bewuchs aufweisen. Die meisten Exemplare wurden im Umfeld von Wasserstellen registriert.

## Lebensweise
Wie andere Gattungsvertreter ruht die Nacktbauch-Grabfledermaus am Tage in Höhlen, Felsspalten, Grabmalen, Tunneln, Tempeln oder Lagergebäuden. Am Versteck bilden sich meist kleine Gruppen. Gelegentlich kommen Kolonien mit wenigen hundert Mitgliedern vor und eine Kolonie in Pakistan besteht aus 2000 Tieren. Gemischte Gruppen mit anderen Fledermäusen sind keine Seltenheit. Diese Fledermaus verlässt ihren Ruheplatz spät nach der Dämmerung. Populationen in kalten oder trockenen Gebieten passen sich an, indem sie entweder Winterschlaf halten, unter günstigen Bedingungen Fett ansammeln, das später verbraucht wird, oder indem sie Wanderungen durchführen. Die Beute besteht aus Käfern, Schmetterlingen, Schaben, Grashüpfern, Ameisen und Termiten. Diese Fledermaus pflanzt sich einmal im Jahr fort und ein Wurf enthält ein Neugeborenes.

## Gefährdung
Regional können sich der Abriss von alten Gebäuden und der Einsatz von Pestiziden negativ auswirken. Die IUCN schätzt die Gesamtpopulation als groß ein und listet die Nacktbauch-Grabfledermaus als nicht gefährdet (least concern).